# Alexandra Martin (1976)
Pour les articles homonymes, voir Martin et Alexandra Martin.
Alexandra Martin, née le 28 juillet 1976 à Bordeaux, est une femme politique française, membre du parti Renaissance.
Elle est députée de la première circonscription de la Gironde de 2023 à 2024, en tant que suppléante de Thomas Cazenave.

## Biographie
Alexandra Martin, native de Bordeaux et mère d'un enfant, est responsable d’un centre de formation
dans les métiers de l'industrie à Bruges.
Elle figure sur la liste LREM aux élections municipales de 2020 à Bordeaux, et est candidate dans le canton de Bordeaux-4 aux élections départementales de 2021 avec Luc Pascal ; le duo est battu au second tour avec 42,99% des voix.
Suppléante de Thomas Cazenave, élu député lors des élections législatives françaises de 2022 dans la première circonscription de la Gironde, elle prendra sa place après que ce dernier a été nommé ministre chargé des Comptes publics au sein du gouvernement Élisabeth Borne le 20 juillet 2023.